# Roel Velasco
Roel Velasco, född den 26 juni 1972 i Bago City, Filippinerna, är en filippinsk boxare som tog OS-brons i lätt flugviktsboxning 1992 i Barcelona. Han är lillebror till Mansueto Velasco som vann silver i samma OS-klass 1996 i Atlanta.